# الناطق باسم مجلس النواب الأمريكي
الناطق باسم مجلس النواب الأمريكي هو المنصب الذي يتزعم صاحبه جلسات مجلس النواب الأمريكي، يتم تزعمه من قبل زعيم الأغلبية في مجلس النواب حسب ما قررته المادة الثانية من الدستوري الأمريكي، ويشغله حالياً النائب عن الحزب الجمهوري كيفن مكارثي. تم تأسيس هذا المنصب في سنة 1789 بعد إقرار الدستور الأمريكي وكان فريدريك مولنبيرغ أول من شغله. ويتم تغيير المنصب بعد كل سنتين بعد الانتخابات النيابية.